# Edgefield, South Carolina
Edgefield är en ort i den amerikanska delstaten South Carolina med en yta av 10,7 km² och en folkmängd som uppgår till 4 750 invånare (2010). Edgefield är administrativ huvudort i Edgefield County.
Edgefield grundades år 1785 och lokaltidningen The Edgefield Advertiser är den äldsta i South Carolina.

## Kända personer från Edgefield
- Andrew Butler, politiker
- Strom Thurmond, politiker